# Modúbar de la Emparedada (kommunhuvudort)
Modúbar de la Emparedada är en kommunhuvudort i Spanien.   Den ligger i provinsen Provincia de Burgos och regionen Kastilien och Leon, i den norra delen av landet, 200 km norr om huvudstaden Madrid. Modúbar de la Emparedada ligger 885 meter över havet och antalet invånare är 383.
Terrängen runt Modúbar de la Emparedada är platt. Runt Modúbar de la Emparedada är det glesbefolkat, med 9 invånare per kvadratkilometer. Närmaste större samhälle är Burgos, 9,5 km norr om Modúbar de la Emparedada. Trakten runt Modúbar de la Emparedada består till största delen av jordbruksmark.